# Provincia de Afyonkarahisar
Afyonkarahisar es una de las 81 provincias en que está dividida Turquía, administrada por un Gobernador designado por el Gobierno central. La provincia se encuentra en la Región del Egeo.
- Superficie: 14 016 km²
- Población (2020): 736 912
- Densidad de población: 52,58 hab./km²
- Capital: Afyonkarahisar

## Distritos
Los distritos (en turco ilçeler) y su población al 31 de diciembre de 2020:
- Afyonkarahisar (distrito): 313 063
- Başmakçı: 9 617
- Bayat: 7 573
- Bolvadin: 45 133
- Çay: 31 174
- Çobanlar: 14 355
- Dazkırı: 11 397
- Dinar: 47 516
- Emirdağ: 39 518
- Evciler: 7 311
- Hocalar: 9 245
- İhsaniye: 27 807
- İscehisar: 25 043
- Kızılören: 2 269
- Sandıklı: 55 252
- Sinanpaşa: 39 432
- Sultandağ: 14 517
- Şuhut: 36 690

## Principales ciudades
- Afyonkarahisar (245 405)[2]